# اچ‌ام‌سی‌اس الک (اس۰۵)
اچ‌ام‌سی‌اس الک (اس۰۵) (به انگلیسی: HMCS Elk (S05)) یک کشتی است که طول آن ۱۸۸ فوت (۵۷ متر) می‌باشد. این کشتی در سال ۱۹۲۶ ساخته شد.